# Berit Lindfeldt

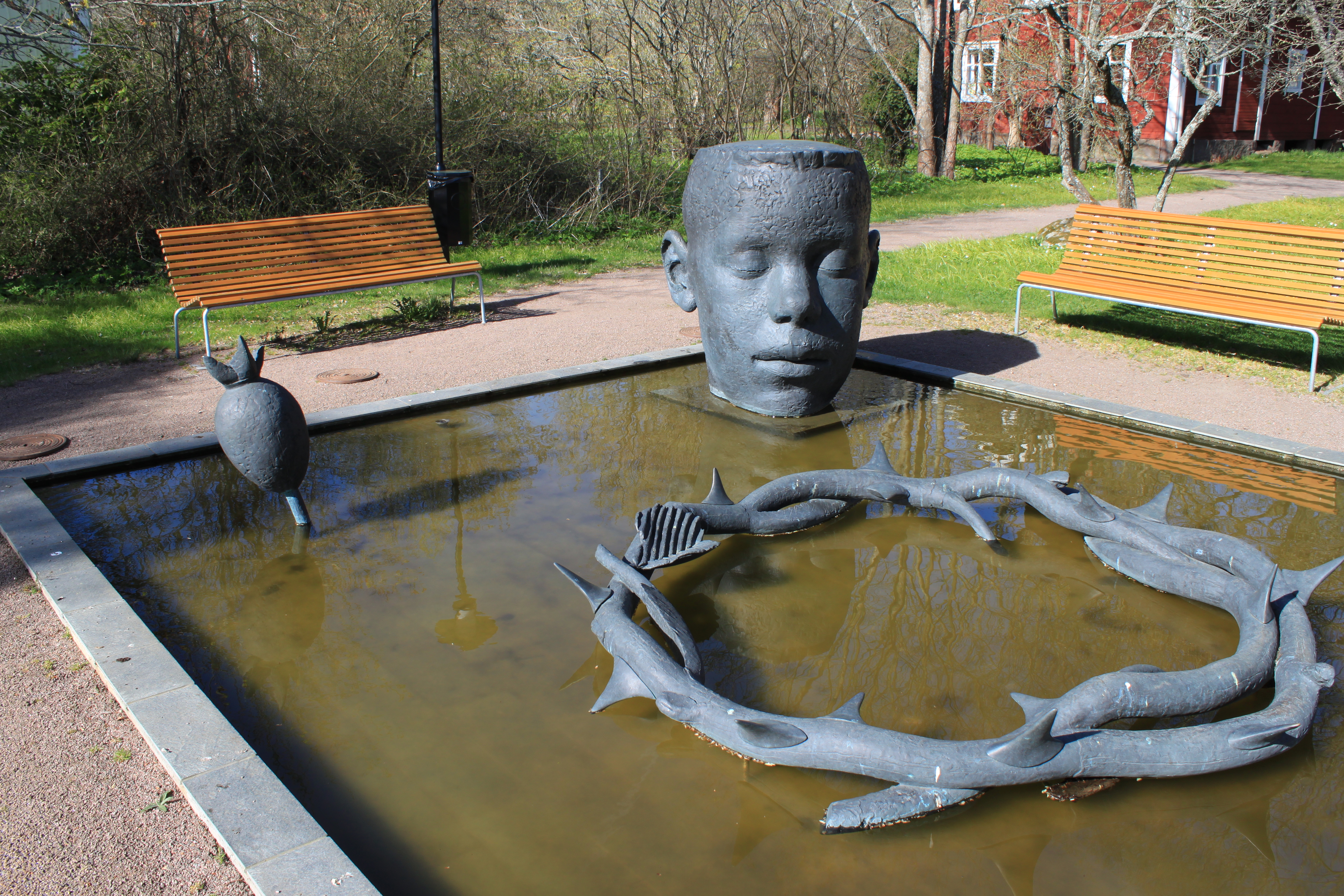
Källa Astrid på Astrid Lindgrens Näs.

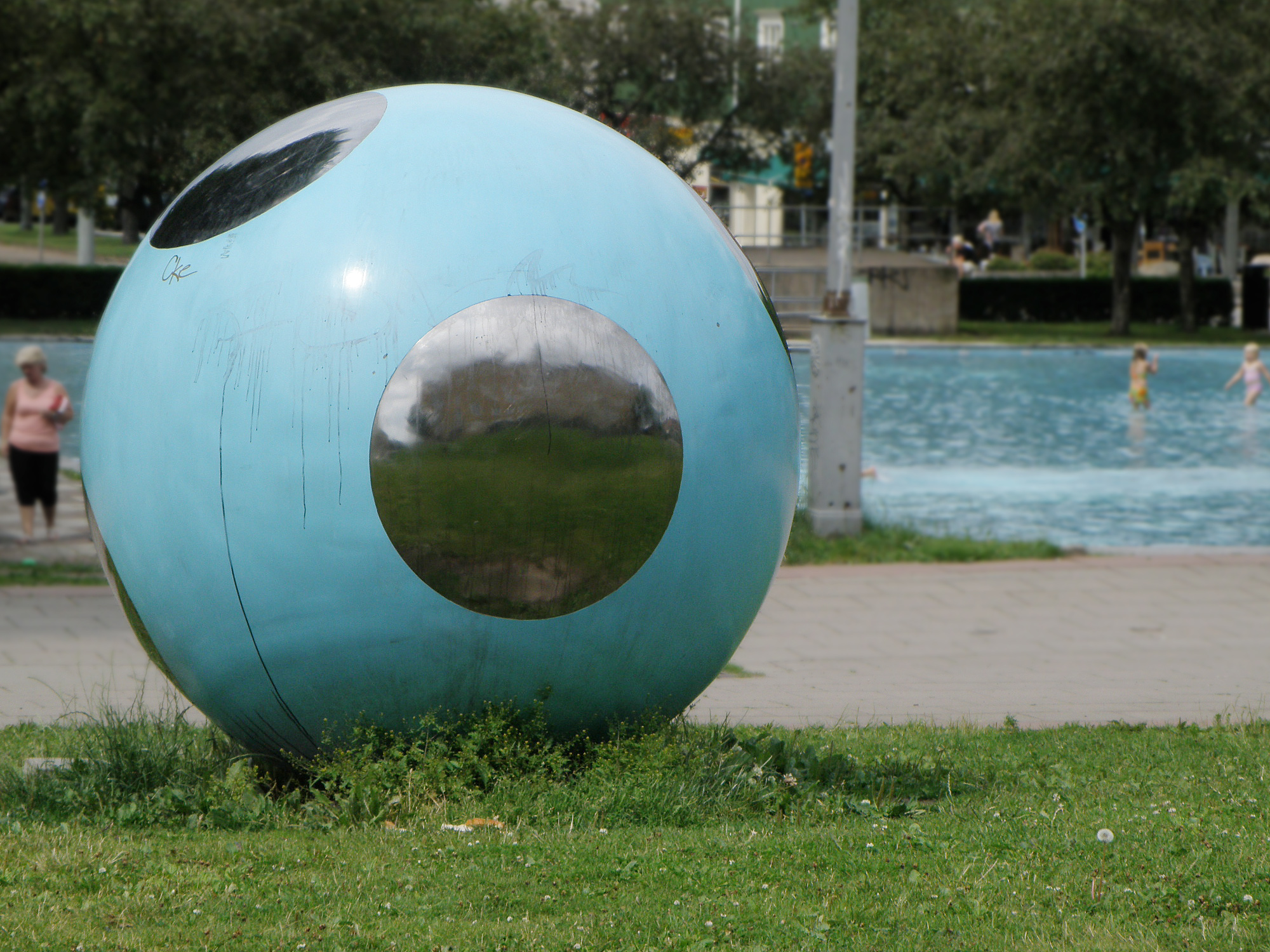
Boll i Majorna i Göteborg.

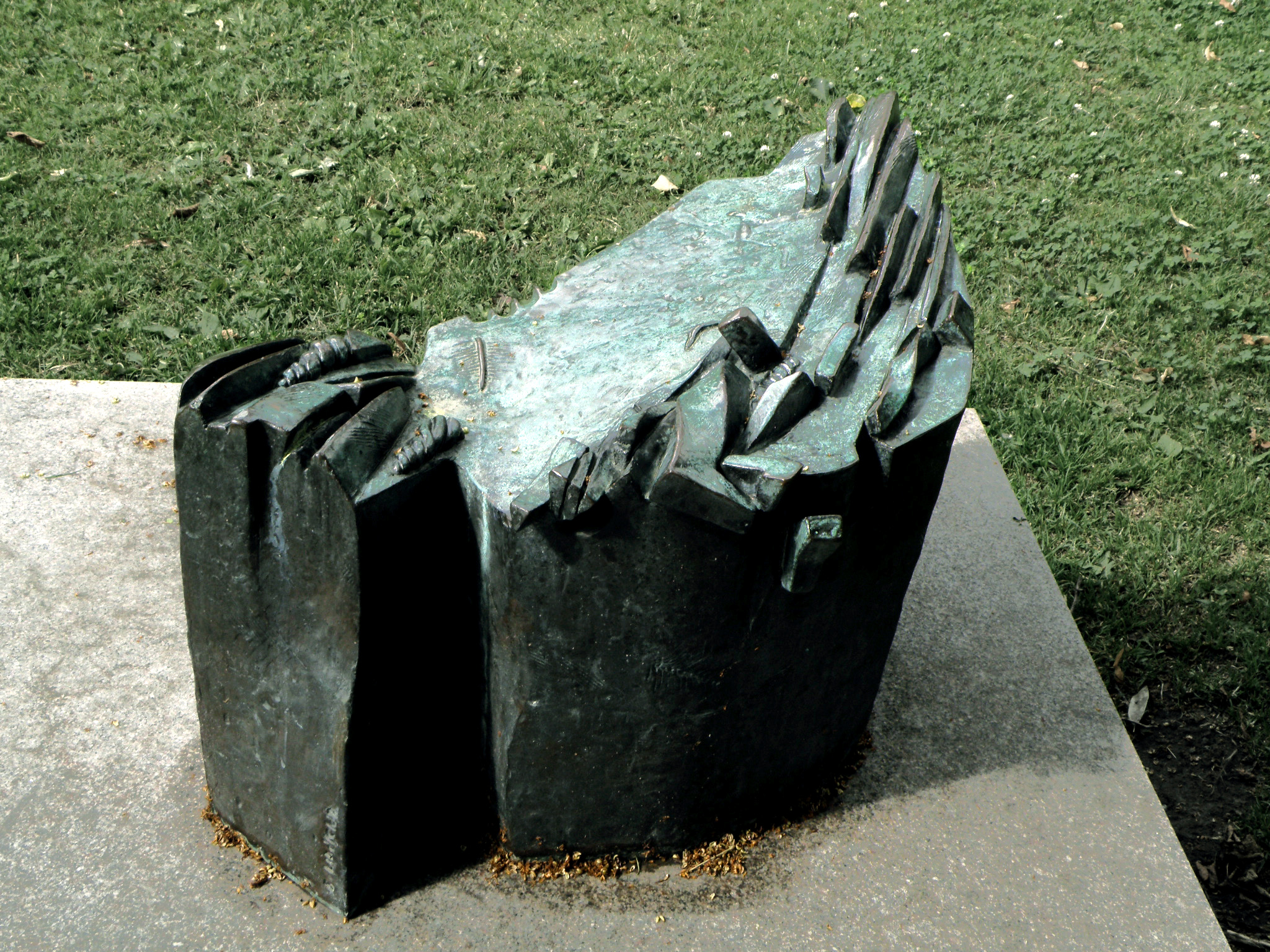
Hising Island på Hisingen i Göteborg.

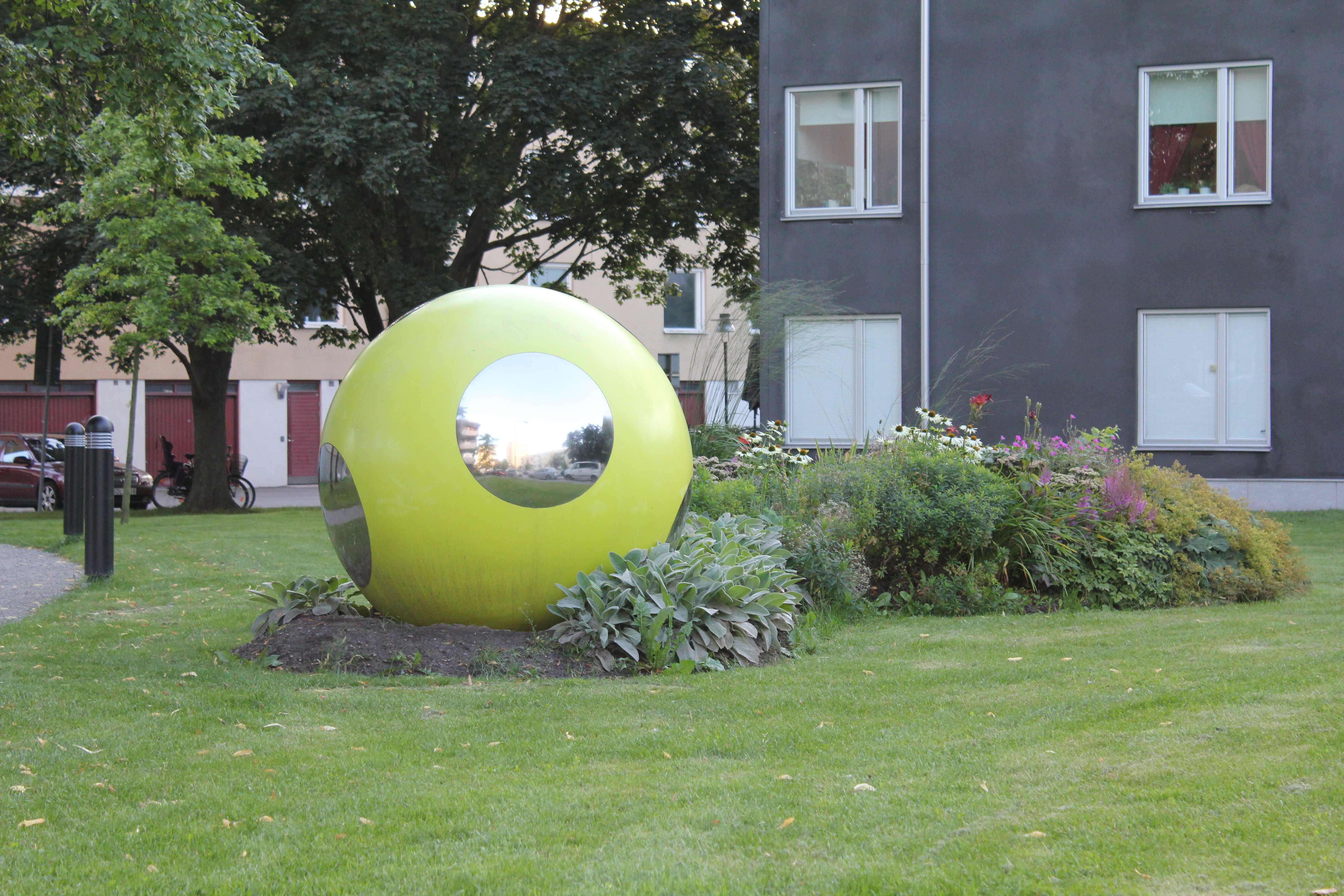
Vårboll i Årsta i Stockholm.

Berit Maria Ingeborg Lindfeldt, född 17 april 1946 i Stockholm, är en svensk skulptör.
Berit Lindfeldt utbildade sig vid Konstindustriskolan 1966–1971 och Valands konstskola 1972–1977. Hon har varit gästlärare vid Konsthögskolan Valand i Göteborg och Konsthögskolan i Umeå, samt projektledare i Statens konstråd från 1994.
Hon blev 1998 invald i Kungliga Akademien för de fria konsterna. Hon innehar statlig inkomstgaranti för konstnärer.
Berit Lindfeldt arbetar bland annat i brons, betong, stål och gummi.
Hon fick Sten A Olssons kulturstipendium 2000, Skulptörförbundets Sergelstipendium 2014, Prins Eugen-medaljen 2015 och Moderna museets vänners skulpturpris 2021.
Berit Lindfeldt är representerad vid bland annat Göteborgs konstmuseum.

## Offentliga verk i urval
- Hising Island, brons, 1985, Brämaregatan/Herkulesgatan på Hisingen i Göteborg
- Venus födelse, brons, 1995, Atriumgården, Medborgarhuset i Eslöv
- Är du prins i någon saga?, två bronsskulpturer i damm, 2002–2007, torget i Bällstaberg i Vallentuna kommun
- Solsil, rostfritt stål, 2004, Institutionen för växtvetenskap på Sveriges Lantbruksuniversitet i Alnarp
- Boll, lackerat rostfritt stål, 2007, i Majorna i Göteborg
- Källa Astrid, 2003–2007, brons i damm på Astrid Lindgrens Näs utanför Vimmerby[4]
- Flow, rostfritt stål, 2007, huvudentrén Volvo P3 i Göteborg
- Steg, patinerad brons, 2010, korsningen Ångermannagatan/Vällingbygången i Vällingby i Stockholm
- Vårboll, rostfritt stål, 2008, Sandfjärdsgatan 18–20 i Årsta i Stockholm